# 桜通り (宇都宮市)

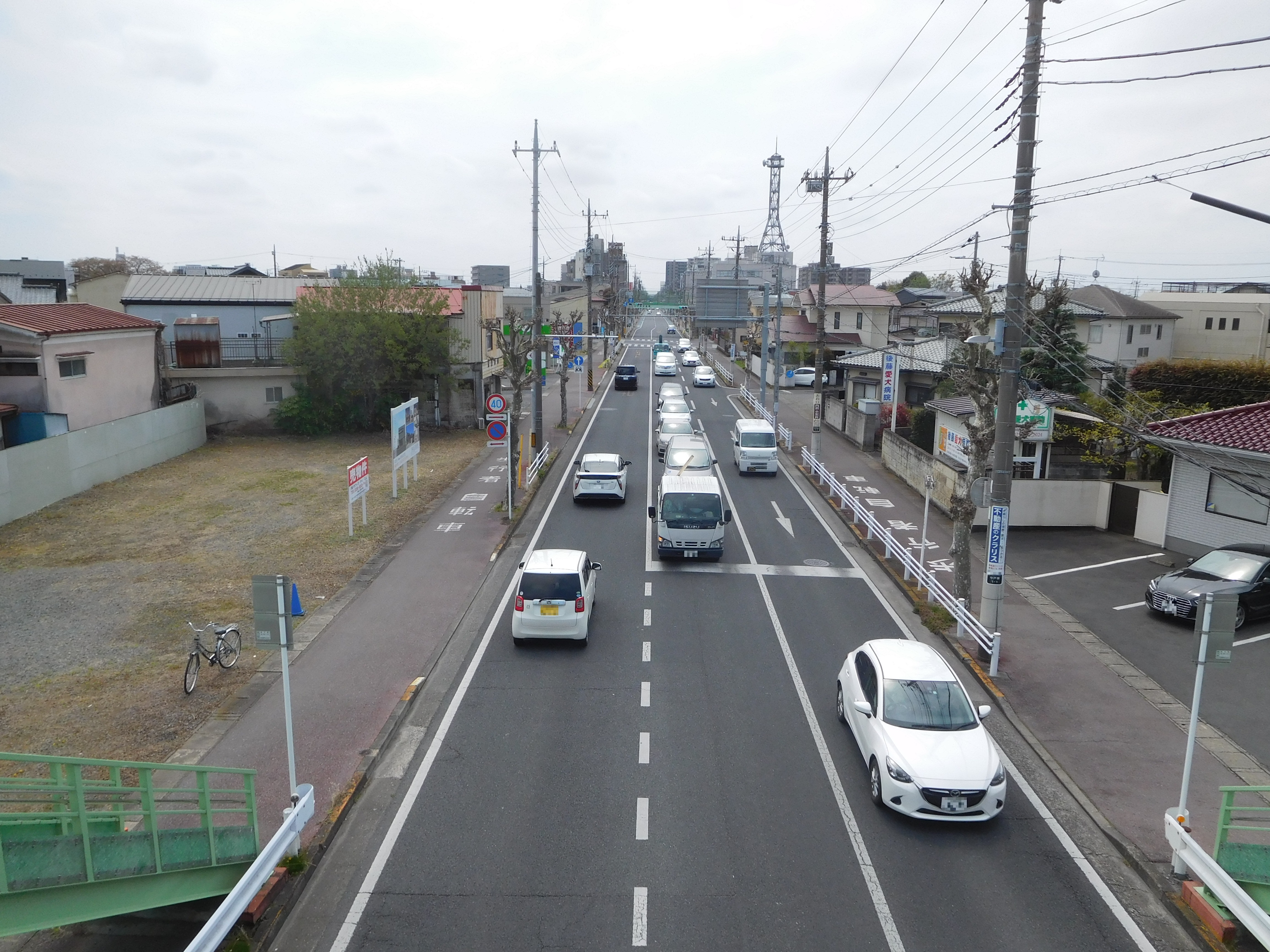
桜通り（松原3丁目交差点前）

桜通り（さくらどおり）は、宇都宮市の市街地西部を南北に貫く幹線道路である。

## 沿革
1908年（明治41年）に第14師団が宇都宮に移駐したのに併せ、師団施設間を結ぶ道路として整備され、当時は軍道あるいは幅員が10間あったことから10間道路と呼ばれた。道路整備と同時に沿道には5,000株ものソメイヨシノが植えられ、大正期になると立派に成長した桜並木となり、以来軍道の桜並木や桜通りと呼ばれ季節になると花見で賑わい市民の憩いの場として親しまれた。太平洋戦争末期には、師団施設を標的として飛来する米国海軍空母艦載機の機銃掃射から通行人を守ったが、1963年（昭和38年）、アメリカシロヒトリの害や道路拡幅工事のため沿道の桜は自衛隊員の手により伐採されてその姿を消した。現在は市民から呼び親しまれた「桜通り」の名前と、その沿道に道の由緒を記す記念碑が残っている。

## 概要

### 国道「桜通り」
1885年（明治18年）1月6日、太政大臣三条実美は太政官布達第1号において「今般國道ノ等級ヲ廢シ其幅員ハ道敷四間以上並木敷濕抜敷ヲ合セテ三間以上總テ七間ヨリ狹少ナラサムモノトス但國道路線ハ内務卿ヨリ告示スヘシ右布達候事」と通達し、いわゆる「明治国道」が制定されることとなった。これを受け、同年2月24日には内務卿の山縣有朋が内務省告示第6号において「本年1月太政官第1号ヲ以テ國道之儀布達相成候ニ付該線路別表之通相定候條此旨告示候事」とし、制定された国道表を通達、これをもっていわゆる明治国道が成立した。この時成立した国道のうち、宇都宮市内を走っていたのは陸羽街道を踏襲する国道6号のみであったが、宇都宮に第14師団が常駐した後の1911年（明治44年）3月4日、内務大臣平田東助は内務省告示第14号にて市内2本目の国道となる材木町から第14師団（河内郡国本村）までの区間を国道60号とした。明治国道60号はその後1920年（大正9年）4月1日に国道29号に番号変更されている。
「桜通り」の北部区間は現在国道119号の一部として管理されているが、従前の明治国道60号／旧国道29号の一部であったかを明確に記す資料は知られていない。一方、口承によると、明治国道6号→国道4号が五街道の一である陸羽街道を踏襲した経路であったのと同様、明治国道60号は旧日光街道（現・清住町通り）を踏襲したものであった。当時の国道は幅員7間（約13m弱）以上とされており清住町通りは幅員が足りなかったが、材木町と伝馬町区間のクランク構造を改造し、材木町から松原町まで直線的に結ぶ道路に付け替え、全路線を拡幅する計画を前提として、国道指定された。よって「桜通り」は、伝馬町交差点から第14師団司令部があった国本村戸祭（現・国立栃木病院）に至る「明治国道60号／旧国道29号」の一部として、松原3丁目交差点から国立栃木病院前までの区間が明治年間より昭和戦後まで国道管理されていたことになる。
戦後に国道119号となった区間を除き、愛知県豊橋市の大正国道30号とは異なり、戦後は二級国道にも主要地方道にも指定されなかった。

### 区間
「桜通り」は「桜並木の道」に由来する一般呼称であり、呼称の由来となった桜並木が消滅した今では、その区間を明確に示すものはないが、桜が植樹されたのは第14師団司令部が置かれた中戸祭一丁目（現在の国立栃木病院）付近から野砲兵第20連隊が置かれた睦町（現在の宇短大附属高校）付近までであり、概ねこの区間が「桜通り」であった。しかし現在ではJR宇都宮駅から西に伸びる大通りとの交差点（桜2丁目交差点）を桜通り十文字と呼び、その南側区間（滝谷町交差点より北）と北側一部区間（松原3丁目交差点より南）が「桜通り」と呼ばれ、実際に桜並木道であった北側区間の松原3丁目交差点以北は「日光街道」と呼ばれるのに対し、南側区間では実際に桜並木道ではなかった宇都宮短期大学附属中学校・高等学校より南区間が「桜通り」と呼ばれている。

### 現在の道路管轄
現在「桜通り」は、「桜通り十文字」以南が栃木県道2号宇都宮栃木線、また以北が国道119号となっている。

## 交差する主要な道路
交差する主要道路は、南側から順番に以下のとおりである。
- 栃木県道4号宇都宮鹿沼線（睦町交差点）
- 国道119号（桜2丁目交差点）
- 栃木県道70号宇都宮今市線（桜2丁目交差点）
- 栃木県道22号大沢宇都宮線（松原2丁目交差点）
- 宇都宮市道21号「競輪場通り」（松原3丁目交差点）

## 沿線の主な施設
「桜通り」沿線の第14師団関係施設は、太平洋戦争の後は教育機関や病院などの公共施設として使用されており、沿線は栃木県屈指の文教地区となっている。沿線の主な施設は、南側から順番に以下のとおりである。
- 栃木県立博物館
- 栃木県中央公園
- 宇都宮短期大学附属中学校・高等学校
- 文星芸術大学附属中学校・高等学校
- 宇都宮市立桜小学校
- 地方合同庁舎
- 足利銀行本店[注 1]
- 栃木県立美術館
- 宇都宮大学共同教育学部附属中学校
- 宇都宮大学共同教育学部附属小学校
- 宇都宮大学共同教育学部附属幼稚園
- 宇都宮市立戸祭小学校
- 栃木県労働福祉センター
- プレリオン戸祭
- 栃木県体育館
- 栃木県体育館プール館
- 栃木県体育館武道館
- 栃木県体育館弓道館
- 国立病院機構栃木医療センター

## 沿線の交通
「桜通り」は宇都宮市西部住宅街を南北に貫く動脈である。現在、「桜通り」の全区間が関東バスの路線バス網の走行区間に含まれている。ただし、バスは「桜通り」中程にある「桜通り十文字」（桜2丁目交差点）経由でJR宇都宮駅と「桜通り」南北地域を結ぶため、「桜通り」全区間を走破する路線は現在のところ存在せず、以下の路線が各表示区間で運行される。なお、全区間において毎時2本以上の設定となっている。

### 関東バス
宇短大附属高校前‐桜2丁目交差点
- ［01］桜通り経由宇都宮駅行き
- ［37］桜通り経由鶴田駅／西川田駅行き

睦町交差点‐桜2丁目交差点
- ［43］長坂経由新鹿沼行き／砥上車庫行き

桜2丁目交差点‐文星女子高入口
- ［53］和尚塚経由細谷車庫行き／宇都宮駅行き

桜2丁目交差点‐国立栃木医療センター前
- ［51］戸祭経由ろまんちっく村行き
- ［52］山王団地／石那田／篠井ニュータウン行き
- ［56］今市（瀬川）／日光東照宮行き
- ［58］塩野室・船生行き

松原3丁目交差点‐国立栃木病院前
- ［50］清住・戸祭経由細谷車庫／宇都宮駅行き
- ［54］西塙田経由戸祭／宝木団地／宇都宮駅行き

## 通過する町
- 睦町／西大寛二丁目 - 桜三丁目／桜五丁目 - 桜二丁目／桜四丁目／松原一丁目 - 戸祭一丁目／松原二丁目 - 中戸祭一丁目／中戸祭町